# Gli indomabili (film)
Gli indomabili (Frontier Marshal) è un film del 1939 diretto da Allan Dwan, tratto dal libro di Stuart N. Lake Wyatt Earp: Frontier Marshal.

## Trama
Wyatt Earp viene nominato sceriffo di Tombstone per riportare l'ordine in città. Quando il suo amico, il medico Doc Holliday, viene assassinato da una banda di fuorilegge, Earp decide di regolare i conti all'O.K. Corral, il saloon di Tombstone.